# Xã Grant, Quận Lincoln, Kansas
Xã Grant (tiếng Anh: Grant Township) là một xã thuộc quận Lincoln, tiểu bang Kansas, Hoa Kỳ. Năm 2010, dân số của xã này là 71 người.